# Lonchaea angustitarsis
Lonchaea angustitarsis är en tvåvingeart som beskrevs av Malloch 1920. Lonchaea angustitarsis ingår i släktet Lonchaea och familjen stjärtflugor.
Artens utbredningsområde är Maine. Inga underarter finns listade i Catalogue of Life.